# 27 de octubre
El 27 de octubre es el 300.º (tricentésimo) día del año —el 301.º (tricentésimo primero) en los años bisiestos— en el calendario gregoriano. Quedan 65 días para finalizar el año.

## Acontecimientos
- 312: en la batalla del Puente Milvio (a orillas de río Tíber, en el norte de la ciudad de Roma), el emperador Constantino I el Grande afirma durante una arenga que ha visto la cruz de Cristo en el cielo.
- 710: en el mar Mediterráneo, los sarracenos invaden la isla de Cerdeña.
- 939: en Inglaterra muere el rey Athelstan y es sucedido por su medio hermano Edmundo I.
- 1275: en los Países Bajos, fecha tradicional de fundación de la villa de Ámsterdam.
- 1492: Cristóbal Colón y sus marinos son los primeros europeos en llegar a la isla de Cuba
- 1524: en las Guerras italianas, las tropas francesas sitian la villa de Pavía.
- 1535: en Madrid (España), el rey Carlos I concede a la villa mexicana de Cholula de Rivadavia el título de ciudad.
- 1553: en las afueras de Ginebra (Suiza) los calvinistas queman vivo al teólogo, médico y humanista aragonés Miguel Servet.
- 1644: se libra la segunda batalla de Newbury en la Guerra civil inglesa.
- 1682: en Pensilvania (Estados Unidos) se funda Filadelfia.
- 1795: España y los Estados Unidos firman el primer tratado de amistad, límites y navegación.
- 1806: el ejército francés entra en Berlín.
- 1807: Napoleón Bonaparte y Manuel Godoy firman el Tratado de Fontainebleau, que permite a los franceses introducir sus tropas en España para atacar Portugal junto con España.
- 1810: en Cuba se desarrolla el segundo día de la Tormenta de la Escarcha Salitrosa (que durará 12 días, entre el 26 de octubre y el 10 de noviembre). En La Habana se hunden 70 buques. El mar inunda la calle Obispo, y los botes navegan por esa calle hasta donde después estaría la librería La Moderna Poesía. El mar pasa 8 varas sobre las astas de las banderas de las fortalezas de la villa.
- 1834: en España, en el marco de la Primera Guerra Carlista sucede la Acción de Alegría de Álava.
- 1849: en México se funda el Estado de Guerrero.
- 1888: en Colombia, el presidente católico Carlos Holguín Mallarino ordena la segunda suspensión del periódico El Espectador. La Iglesia ya había prohibido a sus fieles leer este periódico, debido a las críticas que hizo su director acerca de la «fastuosidad de la Iglesia Católica en las celebraciones públicas».
- 1891: en Mino Owari (Japón) a las 21:38 un terremoto de 8 grados deja un saldo de 7273 víctimas.
- 1894: en San Juan (Argentina) ocurre el terremoto de mayor magnitud en la historia del país.
- 1897: en Santiago de Chile se funda el Club Deportivo Magallanes, uno de los pioneros del fútbol de ese país.
- 1904: en los Estados Unidos se inaugura en el Metro de Nueva York.
- 1920: en Ecuador se decreta la creación de la escuela de aviación, génesis de la Fuerza Aérea Ecuatoriana.
- 1938: en Tiberíades (Palestina), 25 días después de la masacre de Tiberíades (en que los palestinos acuchillaron a 8 adultos inmigrantes judíos y 11 niños), musulmanes palestinos asesinan al alcalde judío, Isaac Zaki Alhadif.
- 1948: en Perú un golpe de Estado perpetrado por Manuel A. Odría derroca a José Luis Bustamante y Rivero.
- 1952: en Lima (Perú) se reinaugura el Estadio Nacional de la calle José Díaz.
- 1958: sobre una torre de 16 metros de altura, en el área 3u del Sitio de pruebas atómicas de Nevada (a unos 100 km al noroeste de la ciudad de Las Vegas), a las 6:30 (hora local), Estados Unidos detona la bomba atómica Chávez, de 0,0006 kilotones. Es la bomba n.º 189 de las 1132 que Estados Unidos detonó entre 1945 y 1992.
- 1959: en el estado de Colima (México), un huracán categoría 5 toca tierra cerca de Manzanillo, matando a 1800 personas en la región (Huracán de México de 1959). Desaparecerá en el centro de México el 29 de octubre.
- 1960: en la calle Estrella n.º 459, en el barrio Cervantes de La Habana (Cuba) ―en el marco de los ataques terroristas organizados por la CIA estadounidense― Juan Alberto Jiménez Yupart (de 13 años) encuentra una bomba en la calle. Al manipularla, esta explota; el niño morirá varios días después.[1]
- 1961: a las 08:30 (hora local) en el Área A del sitio de prueba nuclear en el archipiélago de Nueva Zembla, Océano Ártico, al norte de Rusia, la Unión Soviética detona una bomba atómica de 16 kilotones ubicada en una barcaza a 1 metro sobre el nivel del mar. Es la prueba nuclear n.º 126 de las 981 que la Unión Soviética detonó entre 1949 y 1991 que, medidas en kilotones, representan el 54,9% del total de pruebas nucleares realizadas en el mundo.[2]
- 1961: arrojada por un misil balístico en la primera prueba nuclear espacial realizada en el Cosmódromo de Kapustin Yar en el pueblo de Známensk, óblast de Astracán, la Unión Soviética detona una bomba atómica de 1,2 kilotones. Es la prueba nuclear n.º 127 K2 de las 981 que la Unión Soviética detonó entre 1949 y 1991 que, medidas en kilotones, representan el 54,9 % del total de pruebas nucleares realizadas en el mundo.[2]
- 1961: arrojada por un misil balístico en una prueba nuclear espacial realizada en el Cosmódromo de Kapustin Yar en el pueblo de Známensk, óblast de Astracán, la Unión Soviética detona una bomba atómica de 1,2 kilotones. Es la prueba nuclear n.º 128 K1 de las 981 que la Unión Soviética detonó entre 1949 y 1991 que, medidas en kilotones, representan el 54,9% del total de pruebas nucleares realizadas en el mundo.[2]
- 1962: en la provincia de Oriente (Cuba) ―en el marco de la Crisis de los Misiles, una batería antiaérea soviética derriba un avión espía U-2 de Estados Unidos.
- 1962: sobre el atolón Johnston (en medio del océano Pacífico), a las 4:46 hora local, Estados Unidos detona su bomba atómica n.º 294: Calamity, de 800 kilotones, a 3590 metros de altura (dejada caer desde un avión).
- 1962: a 319 metros bajo tierra, en el área U10f del Sitio de pruebas atómicas de Nevada (a unos 100 km al noroeste de la ciudad de Las Vegas), a las 8:00 (hora local) Estados Unidos detona su bomba atómica Santee, de 5 kilotones. Es la bomba n.º 295 de las 1132 que Estados Unidos detonó entre 1945 y 1992.
- 1963: en Buenos Aires (Argentina) se celebra el Primer Congreso del Movimiento Juventud Peronista. Exige la derogación de las leyes represivas, amnistía general (casi todos los líderes peronistas se encontraban presos o en el exilio), retorno inmediato e incondicional del expresidente Juan Domingo Perón, restitución al pueblo de los restos de Evita (el cadáver había sido robado, profanado y enterrado en Italia en una tumba con nombre falso).
- 1968: en el estadio de la Ciudad Universitaria de México se realiza la solemne ceremonia de clausura de los XIX Juegos Olímpicos.
- 1970: en Suecia, el científico argentino Luis Federico Leloir recibe el Premio Nobel de Química.
- 1971: durante el proceso de «zairización», Mobutu Sese Seko rebautiza a la República del Congo como República de Zaire.
- 1979: San Vicente y las Granadinas se independizan del imperio británico.
- 1981: en Nueva York otorgan el premio Moors Cabot al periodista argentino Jacobo Tímerman. En Argentina la Dictadura cívico-militar y sus medios de comunicación cómplices realizan enérgicas protestas.[3]
- 1985: en la ciudad estadounidense de Charlotte (Carolina del Norte), el gurú Osho (Bhagwán Sri Rashnísh, 1931-1990), de paso desde el estado de Oregón es arrestado cuando planeaba salir de Estados Unidos con 10 millones de dólares en joyas. Un año antes, su secta ―que él dirigió en los últimos años― perpetró en Oregón un ataque bioterrorista.
- 1986: en Asís (Italia) se reúnen representantes de las principales religiones del mundo para rezar por la paz mundial.
- 1990: astrónomos descubren una galaxia 60 veces mayor que la Vía Láctea.
- 1991: Turkmenistán se independiza de la Unión Soviética.
- 1992: España entra como miembro no permanente del Consejo de Seguridad de Naciones Unidas.
- 1992: en Nagasaki (Japón) el radiotelegrafista estadounidense Allen R. Schindler, Jr. es asesinado por sus compañeros debido a que era gay; esto precipita un debate nacional acerca de los homosexuales en la milicia, que resulta en la política «no pregunte, no lo cuente».
- 1992: La agrupación de rock mexicana Maná publica el sencillo "Me Vale" del CD "¿Dónde jugarán los niños?", escrita por Álex Gónzalez. Se publicó simultáneamente en más de 40 países.
- 1997: a Honduras llega el huracán Mitch.
- 1998: en Alemania, Gerhard Schröder es nombrado canciller.
- 2002: en Brasil, Luiz Inácio Lula da Silva es elegido presidente.
- 2003: en Málaga (España) se inaugura oficialmente el Museo Picasso.
- 2004: Los Boston Red Sox se convierten en campeones de la  serie mundial después de vencer a los St. Louis Cardinals, rompiendo la maldición del bambino la cual los dejo con una racha de 86 años sin ningún título.
- 2006: Amy Winehouse lanza su álbum Back to Black, el 4 de octubre, en el Reino Unido.
- 2008: el futbolista de Portugal Cristiano Ronaldo es elegido «jugador del año».
- 2010: en Tepic (México) un comando armado asesina a 15 jóvenes en un autolavado.
- 2010: se proclama el Día Mundial de la Terapia Ocupacional por la Federación Mundial de la Terapia Ocupacional (WFOT).
- 2014: en el metro de Santo Domingo (República Dominicana) un joven detona una mochila con pólvora, causándole graves quemaduras a 19 personas.
- 2014: La cantautora estadunidense, Taylor Swift, publica su quinto álbum de estudio, 1989.
- 2017: el Parlamento de Cataluña proclama la declaración unilateral de independencia de Cataluña de España.
- 2019: en Argentina, la fórmula presidencial integrada por Alberto Fernández y Cristina Fernández de Kirchner son elegidos como presidente y vicepresidenta.
- 2019: El fundador y líder del Estado Islámico de Irak y el Levante, Abu Bakr al-Baghdadi, se suicida y mata a tres niños detonando un chaleco suicida durante la incursión militar estadounidense en Barisha en el noroeste de Siria.

## Nacimientos
- 1156: Ramón VI de Tolosa, aristócrata español (f. 1222).
- 1401: Catherine de Valois, reina consorte de Inglaterra (f. 1437).
- 1561: Mary Sidney, escritora y traductora inglesa (f. 1621).
- 1728: James Cook, navegante, explorador y cartógrafo británico (f. 1779).
- 1736: Osián (James Macpherson), escritor escocés (f. 1796).

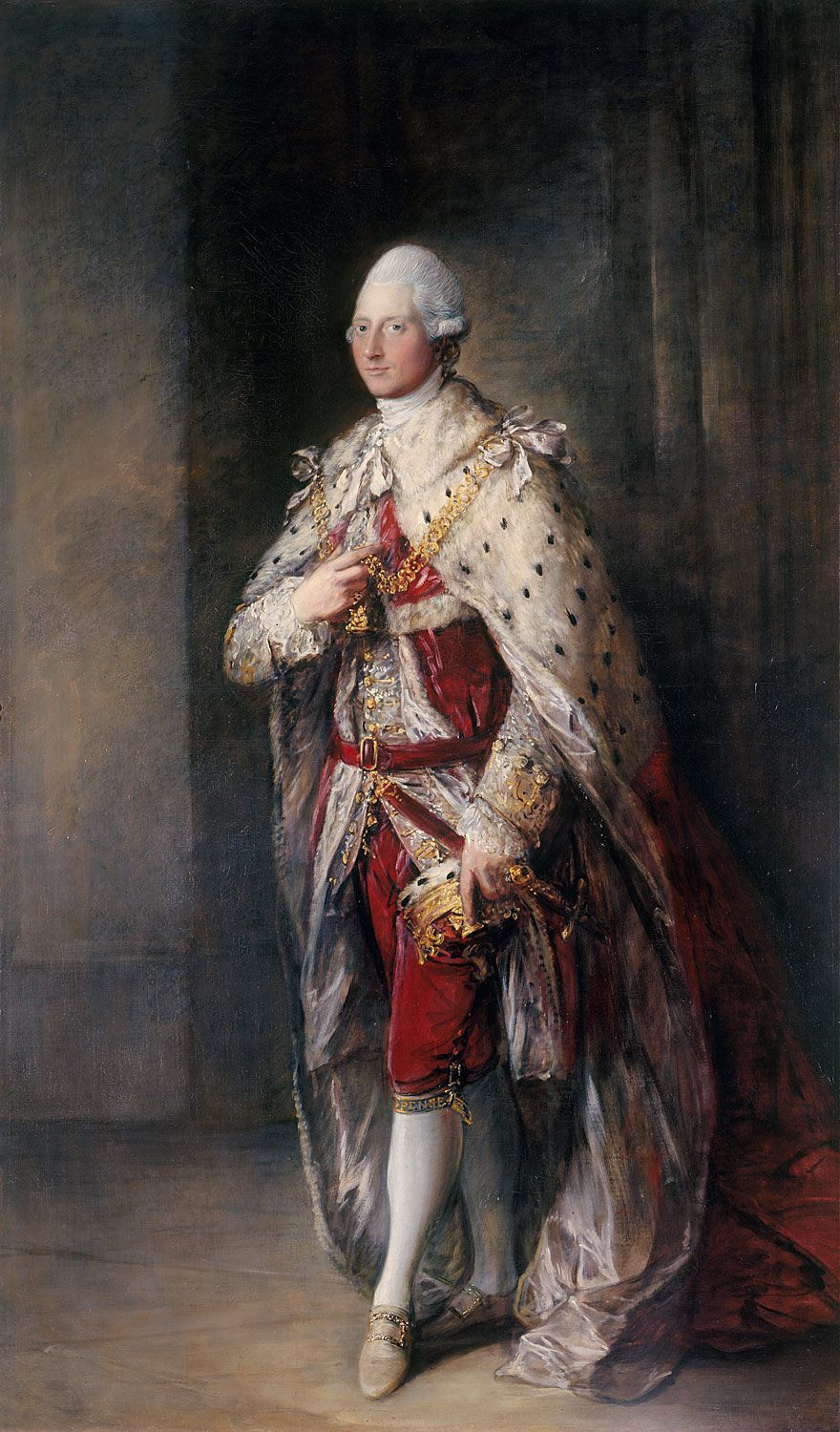
Enrique de Cumberland.

- 1745: Enrique de Cumberland, aristócrata británico (f. 1790).
- 1782: Niccolò Paganini, violinista y compositor italiano (f. 1840).
- 1833: Vicente Arias Castellanos, lutier español (f. 1914).
- 1844: Klas Pontus Arnoldson, político y periodista sueco, premio nobel de la paz en 1908 (f. 1916).
- 1857: Ernst Trygger, político sueco (f. 1943).

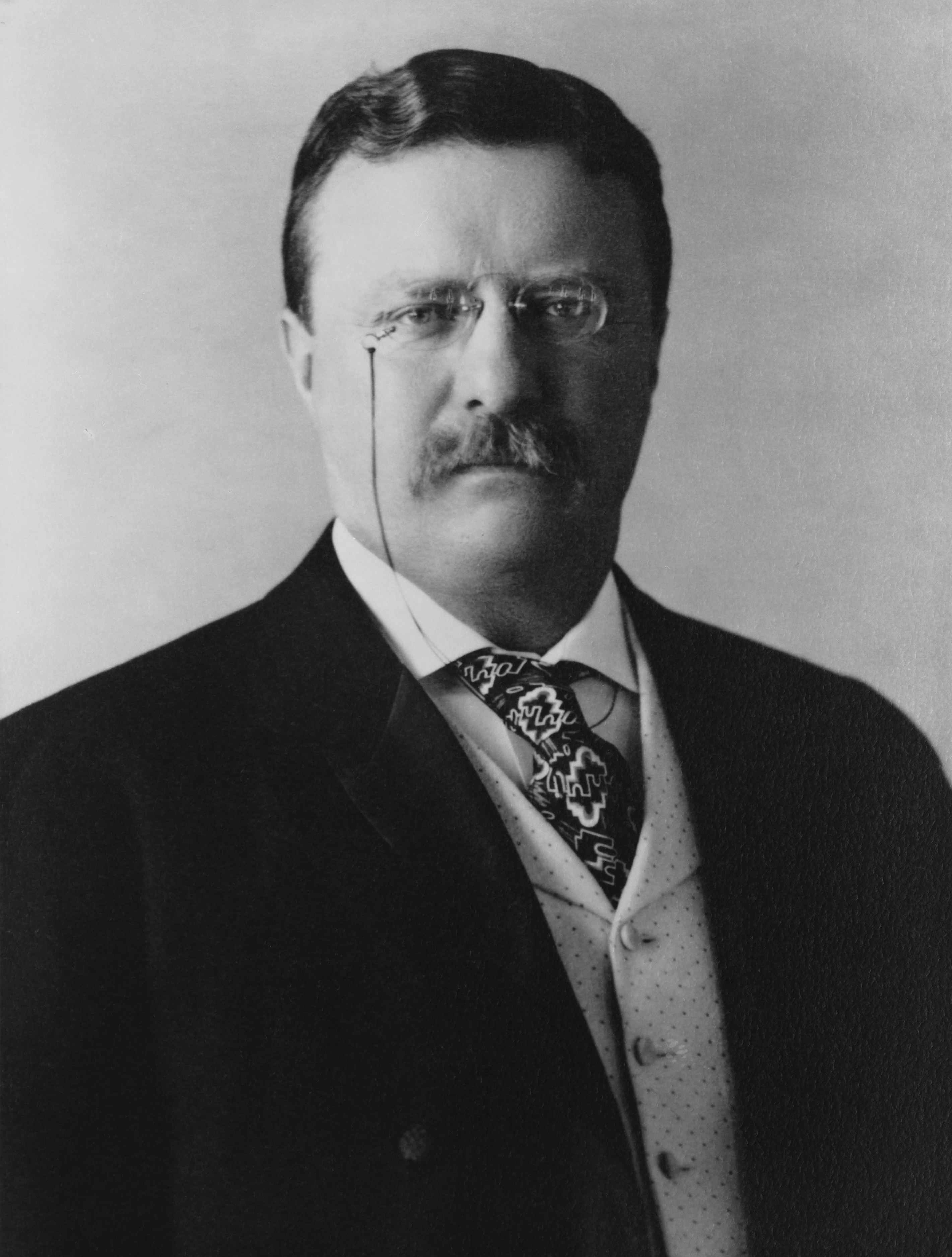
Theodore Roosevelt.

- 1858: Theodore Roosevelt, militar y político estadounidense, presidente de los Estados Unidos entre 1901 y 1909 (f. 1919).
- 1866: Vicente Medina, escritor español (f. 1937).
- 1867: Luis de Val, periodista y novelista español (f. 1943).
- 1869: Francisco de las Barras de Aragón, botánico y antropólogo español (f. 1955).
- 1869: Viola Allen, actriz teatral estadounidense (f. 1948).
- 1870: Alfredo Serratos Amador, militar y político mexicano (f. 1955).
- 1885: José Elguero, escritor y periodista mexicano (f. 1939).
- 1889: Néstor Majnó, revolucionario anarquista ucraniano (f. 1934).
- 1894: Fritz Sauckel, político nazi (f.1946)
- 1897: Josep Trueta, científico y médico español (f. 1977).
- 1904: José Val del Omar, cineasta español (f. 1982).

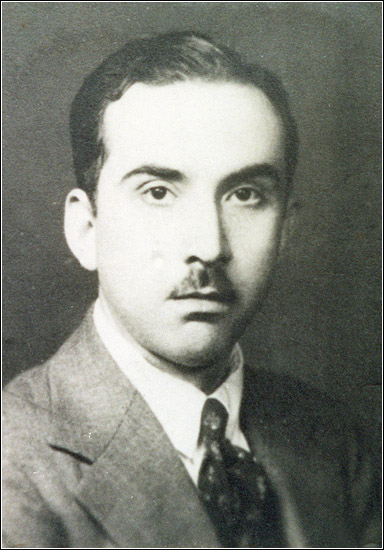
Martín Adán.

- 1908: Martín Adán, poeta peruano (f. 1985).
- 1910: Jack Carson, actor canadiense (f. 1963).
- 1910: Margaret Hutchinson Rousseau, ingeniera química estadounidense (f. 2000).
- 1911: Raúl Lozza, artista plástico argentino (f. 2008).
- 1912: Conlon Nancarrow, compositor socialista estadounidense exiliado en México (f. 1997).
- 1913: Joe Medicine Crow, escritor e historiador estadounidense (f. 2016).
- 1914: José Guerrero, pintor español (f. 1991).
- 1914: Jorge Jiménez Cantú, político y médico mexicano (f. 2005).
- 1914: Dylan Thomas, poeta galés (f. 1953).
- 1917: Antonio González y González, químico español (f. 2002).

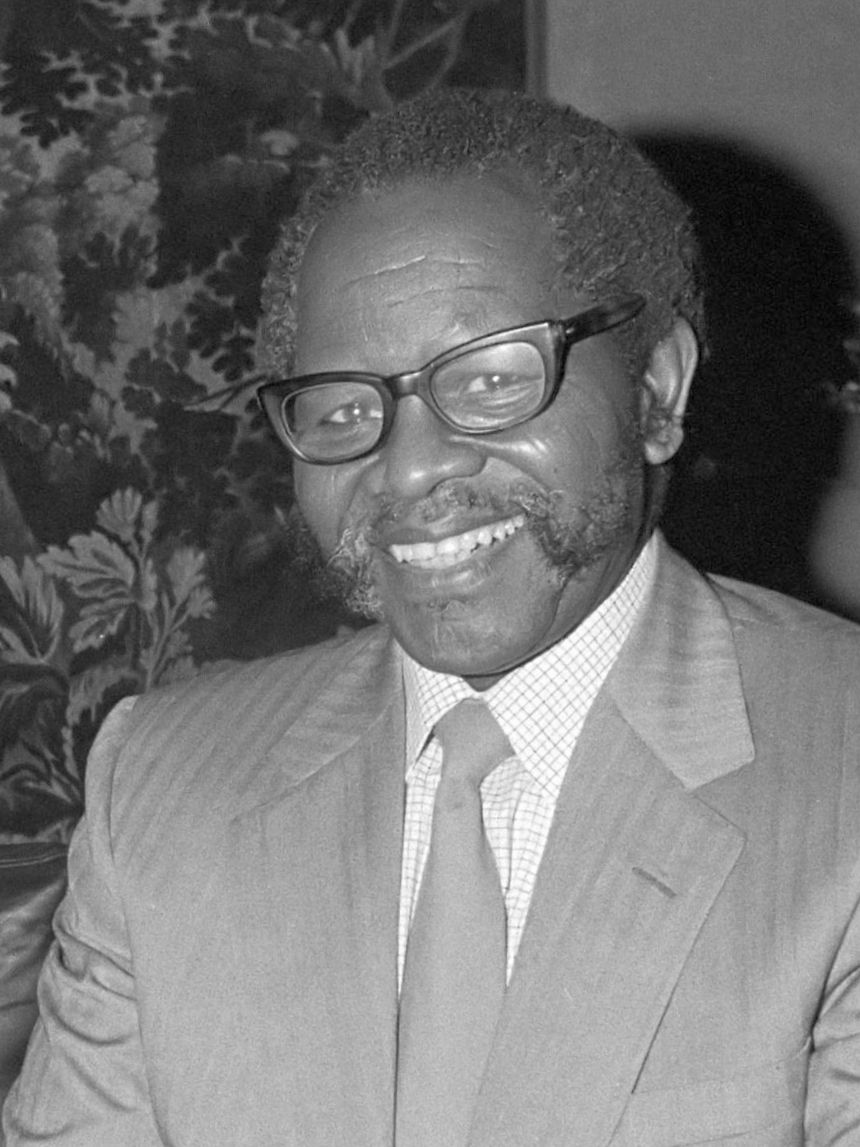
Oliver Tambo.

- 1917: Oliver Tambo, político sudafricano (f. 1993).
- 1918: Teresa Wright, actriz estadounidense (f. 2005).
- 1919: Obdulio Diano, futbolista argentino (f. 2007).
- 1920: Nanette Fabray, actriz, cantante y bailarina estadounidense (f. 2018).
- 1922: Ruby Dee, actriz estadounidense (f. 2014).
- 1922: Michel Galabrú, actor francés (f. 2016).
- 1922: León Gautier, militar francés (f. 2023).
- 1922: Carlos Andrés Pérez, político venezolano, presidente de Venezuela entre 1974-1979 y 1989-1993 (f. 2010).
- 1923: Roy Lichtenstein, pintor estadounidense (f. 1997).
- 1924: Pompeyo Camps, compositor, musicólogo y crítico musical argentino (f. 1997).
- 1925: Warren Christopher, abogado y diplomático estadounidense (f. 2011).
- 1926: Donato Fuejo, médico y político español.
- 1927: Dominick Argento, compositor estadounidense (n. 1927).

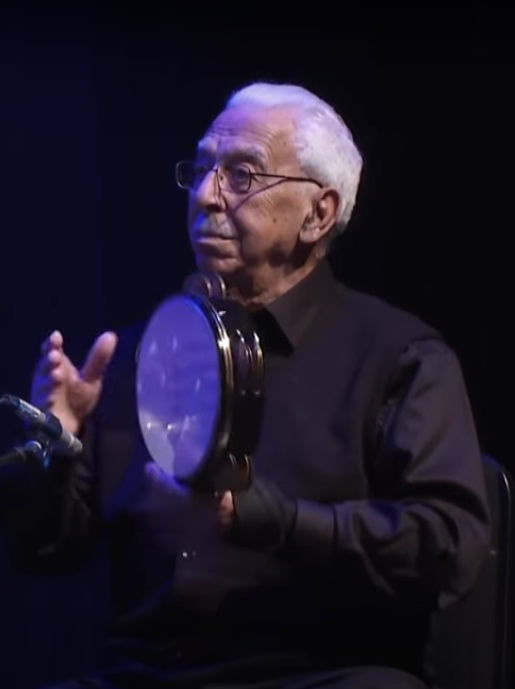
Michel Baklouk Merhej.

- 1928: Michel Baklouk Merhej, músico y profesor libanés (f. 2020).
- 1928: Perry Smith, asesino estadounidense (f. 1965).
- 1930: Wilfredo Peláez, jugador de baloncesto uruguayo (f. 2019).
- 1931: Nawal El Saadawi, escritora y activista egipcia (f. 2021).
- 1932: Jean-Pierre Cassel, actor francés (f. 2007).
- 1932: Sylvia Plath, poetisa y novelista estadounidense (f. 1963).
- 1933: Michael H. Stone, psiquiatra estadounidense.
- 1934: Elías Querejeta, productor de cine y futbolista español (f. 2013).
- 1935: Giorgio Grassi, arquitecto italiano.
- 1936: Conchita Bautista, cantante y actriz española.
- 1936: Enrique Canales, tecnólogo, artista plástico, analista y editorialista mexicano (f. 2007).
- 1937: Tristán, actor y humorista argentino (f. 2023).
- 1939: John Cleese, actor británico.
- 1940: John Gotti, mafioso estadounidense (f. 2002).
- 1941: Rodolfo Hinostroza, poeta peruano.
- 1944: Rubén Luis Di Palma, piloto de automovilismo argentino (f. 2000).

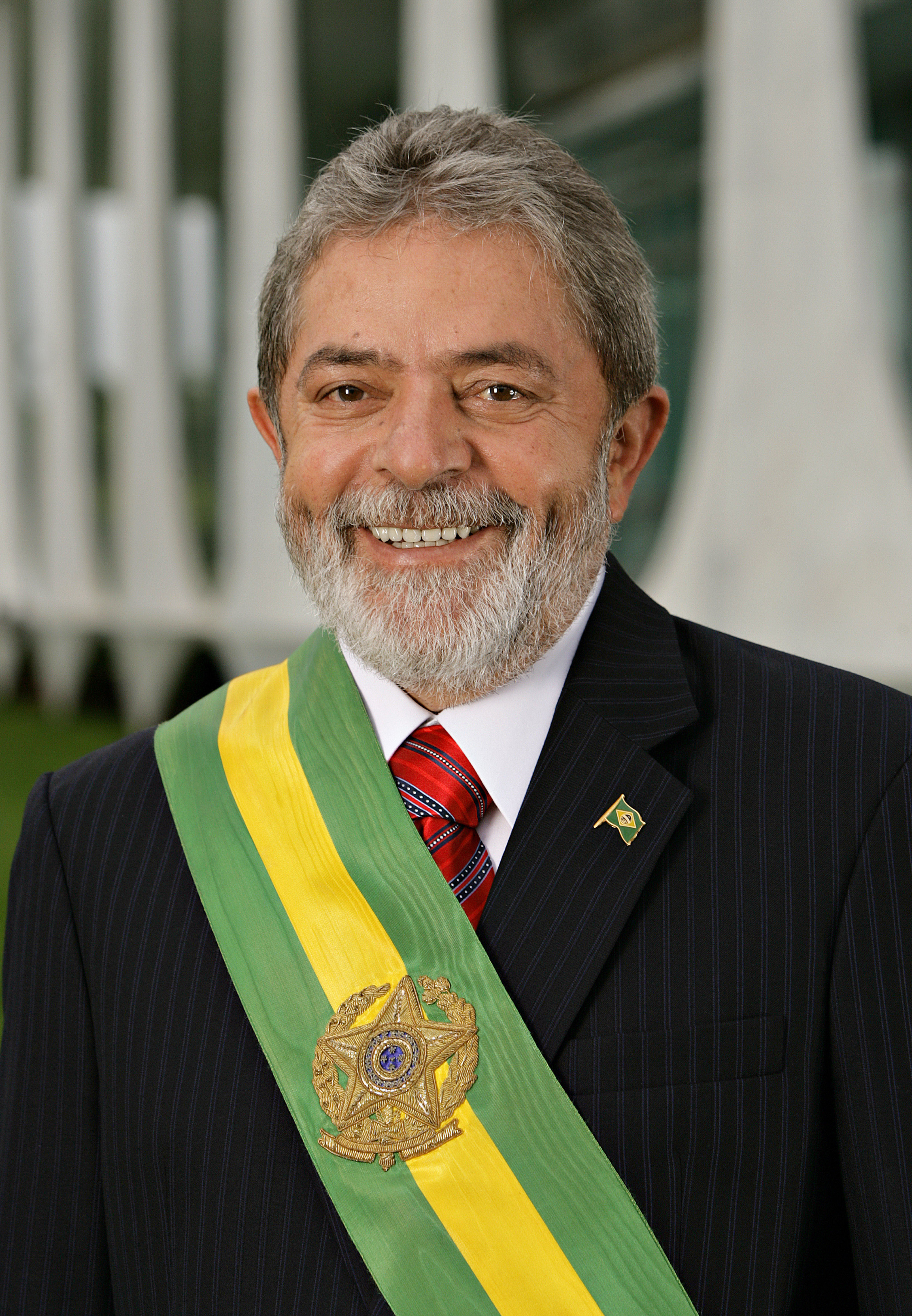
Luiz Inácio Lula da Silva.

- 1945: Luiz Inácio Lula da Silva, líder sindical y político brasileño, presidente de Brasil entre 2003-2010 y desde 2023.
- 1946: Ivan Reitman, cineasta canadiense (f. 2022).
- 1948: Alberto van Klaveren, diplomático y político chileno.
- 1949: Julio Cardeñosa, futbolista español.
- 1949: Garry Tallent, músico estadounidense, de la banda E Street Band.
- 1950: Fran Lebowitz, escritora estadounidense.
- 1950: Cees Priem, ciclista neerlandés.
- 1951: K. K. Downing, guitarrista británico, de la banda Judas Priest.
- 1951: Nilda Fernández, cantautor español-francés (f. 2019).
- 1952: Roberto Benigni, actor y director italiano.
- 1952: Francis Fukuyama, politólogo estadounidense.
- 1953: Peter Firth, actor británico.
- 1953: Adri van Houwelingen, ciclista neerlandés.
- 1954: Paula Peña, es una actriz colombiana, recordada por interpretar a Sofía de Rodríguez en Yo soy Betty, la fea.
- 1957: Glenn Hoddle, futbolista británico.
- 1957: Tsai Ming-liang, cineasta chino-malayo.
- 1957: Guy Nulens, ciclista belga.
- 1958: Manu Katché, percusionista francés.
- 1958: Simon Le Bon, vocalista y compositor británico de la banda Duran Duran.
- 1959: Rick Carlisle, jugador y entrenador de baloncesto estadounidense.
- 1960: Edurne Uriarte, politóloga, profesora universitaria y columnista española.
- 1963: Marla Maples, actriz y modelo estadounidense.
- 1963: Farin Urlaub, músico alemán, de la banda Die Ärzte.
- 1964: Mary T. Meagher, nadadora estadounidense.
- 1965: Idoia Mendia, política española.
- 1967: Scott Weiland, cantante estadounidense, de las bandas Stone Temple Pilots y Velvet Revolver, entre otras. (f. 2015).
- 1970: Karl Backman, músico y pintor sueco.
- 1971: Theodoros Zagorakis, futbolista griego.
- 1972: Santiago Botero, ciclista colombiano.
- 1972: María Mutola, atleta mozambiqueña.
- 1973: Karol Beffa, compositor francés.
- 1974: Juan José Viedma, futbolista neerlandés.
- 1974: Elena Roger, cantante y actriz argentina.
- 1975: Zadie Smith, escritora británica.
- 1976: Ariel Ibagaza, futbolista argentino.
- 1977: Jiří Jarošík, futbolista checo.
- 1978: Gylfi Einarsson, futbolista islandés.
- 1978: John Capel, atleta estadounidense.
- 1978: Manami Konishi, actriz, modelo y cantante japonesa.
- 1978: Gonzalo Ibáñez, yudoca canadiense.
- 1979: Melanie Vallejo, actriz australiana.
- 1979: Ivica Iliev, futbolista serbio.
- 1979: Germán Loero, actor peruano.
- 1979: Aleksandr Kuschynski, ciclista bielorruso.
- 1980: Tanel Padar, cantante estonio.
- 1980: Mike Zonneveld, futbolista neerlandés.
- 1980: Björn Schröder, ciclista alemán.
- 1980: Bartosz Huzarski, ciclista polaco.
- 1981: Héctor Acuña, futbolista uruguayo.
- 1982: Patrick Fugit, actor estadounidense.
- 1982: James Riley, futbolista estadounidense.
- 1983: Martín Prado, beisbolista venezolano.
- 1983: Ali Al-Wehaibi, futbolista emiratí.
- 1983: Takuro Okuyama, futbolista japonés.
- 1984: Kelly Osbourne, actriz, cantante, y diseñadora británica.
- 1984: Danijel Subašić, futbolista croata.
- 1984: Michał Jurecki, balonmanista polaco.
- 1984: Nano González, futbolista español.
- 1984: Alison Brito, futbolista caboverdiano.
- 1986: Pedro Beato, beisbolista dominicano.
- 1986: Louis Williams, baloncestista estadounidense.
- 1986: Alba Flores, actriz española.
- 1987: Andrew Bynum, baloncestista estadounidense.
- 1987: Yi Jianlian, baloncestista chino.
- 1989: Xenia Deli, modelo moldava-estadounidense.
- 1989: Anders K. Jacobsen, futbolista danés.
- 1989: David Pašek, futbolista checo.
- 1990: Jóhann Berg Guðmundsson, futbolista islandés.
- 1990: Mohammed Al-Menhali, futbolista emiratí.
- 1990: Badou Ndiaye, futbolista senegalés.
- 1990: Fabian Schnaidt, ciclista alemán.
- 1990: Farzad Abdollahi, taekwondista iraní.
- 1991: Islam Makhachev, luchador de artes marciales mixtas ruso.
- 1991: Simon Deli, futbolista marfileño.
- 1991: Masato Yoshihara, futbolista japonés.
- 1991: Shohei Takahashi, futbolista japonés.
- 1991: Artiom Zajárov, ciclista kazajo.
- 1992: Stephan El Shaarawy, futbolista italiano.
- 1992: Álvaro García Rivera, futbolista español.
- 1993: Edvin Kuč, futbolista montenegrino.
- 1993: Sian Chiong, actor y cantante cubano.
- 1995: Levan Shengelia, futbolista georgiano.
- 1996: Nadiem Amiri, futbolista alemán.
- 1996: Jón Axel Guðmundsson, baloncestista islandés.
- 1997: Lonzo Ball, baloncestista estadounidense.
- 1997: Paulina Paszek, piragüista polaca.
- 1997: Mattia Giovanella, jugador de curling italiano.
- 1997: Alexander Erler, tenista austriaco.
- 1998: Dayot Upamecano, futbolista francés.
- 1998: Youssouf Ndayishimiye, futbolista burundés.
- 1999: Haruka Kudō, actriz y cantante japonesa.
- 2000: Jacopo Da Riva, futbolista italiano.
- 2000: Paulina Krumbiegel, futbolista alemana.
- 2001: Gianni DeCenzo, actor estadounidense.
- 2004: Zalán Vancsa, futbolista húngaro.
- 2005: Taylah Preston, tenista australiana.
- 2006: Strahinja Dragosavljević, piragüista serbio.

## Fallecimientos
- 939: Athelstan, rey inglés entre 927 y 939 (n. 895).
- 1271: Hugo IV de Borgoña, aristócrata francés (n. 1213).
- 1439: Alberto II de Habsburgo, emperador del Sacro Imperio Romano Germánico (n. 1397).
- 1449: Ulugh Beg, astrónomo, matemático y sultán persa (n. 1394).
- 1553: Miguel Servet, teólogo, cartógrafo, astrónomo y médico español (n. 1509).
- 1561: Lope de Aguirre militar, conquistador y criminal español (n. 1511).
- 1802: Johann Gottlieb Georgi, químico, geógrafo y naturalista alemán (n. 1729).

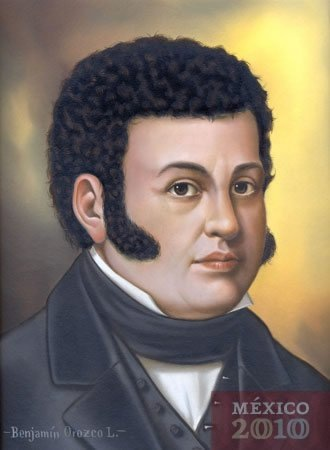
Pedro Moreno.

- 1817: Pedro Moreno, caudillo independentista mexicano, esposo de Rita Pérez (n. 1775).
- 1861: Manuel López Cotilla, político y educador mexicano (n. 1800).
- 1863: Florencio María del Castillo, escritor y periodista mexicano (n. 1828).
- 1892: William Harnett, pintor estadounidense (n. 1848).
- 1900: Perfecto Amézquita Gutiérrez, obispo mexicano (n. 1835).
- 1909: Alfredo Valenzuela Puelma, pintor chileno (n. 1856).
- 1925: Wilhelm Gericke, director de orquesta y músico austriaco (n. 1845).
- 1938: Lascelles Abercrombie, poeta y crítico británico (n. 1881).
- 1945: Antonio Palacios Ramilo, arquitecto español (n. 1874).
- 1946: Pelayo Quintero Atauri, pintor y escritor español (n. 1867).
- 1953: Winifred Brenchley, agrónoma, botánica británica (n. 1883).
- 1954: Franco Alfano, compositor y pianista italiano (n. 1876).
- 1959: Camilo Cienfuegos, revolucionario cubano (n. 1932).
- 1959: Juan José Domenchina, escritor y crítico español perteneciente a la Generación del 27 (n. 1898).
- 1959: Ventura García-Calderón, escritor, diplomático y estudioso peruano (n. 1886).
- 1962: Otto Froitzheim, tenista alemán (n. 1894).
- 1967: Marta Brunet, escritora chilena (n. 1897).
- 1968: Mary Lura Sherrill, química estadounidense (n. 1888).
- 1968: Mateo Múgica,  clérigo español, obispo de Vitoria (n. 1870).
- 1973: Gordon Hoare, futbolista británico (n. 1884).
- 1973: Otilio Ulate Blanco, político costarricense, presidente entre 1949 y 1953 (n. 1891).
- 1974: Jordán Bruno Genta, escritor católico argentino (n. 1909).
- 1974: C. P. Ramanuyám, matemático indio (n. 1938).
- 1980: Steve Peregrin Took, baterista y cantautor británico (n. 1949).
- 1980: John Hasbrouck van Vleck, físico estadounidense, premio nobel de física en 1977 (n. 1899).
- 1988: Curt Herzstark, científico austriaco (n. 1902).
- 1990: Rafael Banquells, actor cubano (n. 1917).
- 1990: Xavier Cugat, músico y caricaturista español (n. 1900).
- 1990: Jacques Demy, cineasta francés (n. 1931).
- 1990: Sofía de Hohenberg, aristócrata austriaca (n. 1901).
- 1990: Ugo Tognazzi, actor y cineasta italiano (n. 1922).
- 1992: David Bohm, físico estadounidense (n. 1917).
- 1992: Jimmy Salcedo, cantante, pianista, humorista y presentador de televisión colombiano (n. 1944).
- 1995: Francisco de Asís Sancho, jurista y foralista español (n. 1921).
- 1995: Marta Colvin, escultora chilena (n. 1907).
- 1996: Morey Amsterdam, actor estadounidense (n. 1908).
- 1999: Robert Mills, físico estadounidense (n. 1927).
- 2000: Walter Berry, bajo-barítono austriaco (n. 1929).
- 2005: Herasto Reyes, periodista, escritor y activista político panameño (n. 1952).
- 2006: María Cánepa, actriz chilena de origen italiano (n. 1921).
- 2006: Ghulam Ishaq Khan, político pakistaní, presidente entre 1988 y 1993 (n. 1915).
- 2006: Brad Will, documentalista independiente estadounidense, asesinado en el Conflicto magisterial de Oaxaca (n. 1970).
- 2008: José María Cuevas, empresario español (n. 1935).
- 2008: Ezekiel Mphahlele, escritor sudafricano (n. 1919).
- 2009: Juan de Dios Carmona, abogado y político chileno (n. 1916).
- 2010: Néstor Kirchner, abogado y político argentino, presidente de Argentina entre 2003 y 2007 (n. 1950).
- 2010: Joan Solà Cortassa, filólogo y lingüista español (n. 1940).
- 2011: James Hillman, psicólogo y analista estadounidense (n. 1926).
- 2012: Ángelo María Chicolani, político italiano (n. 1952).
- 2012: Hans Werner Henze, compositor alemán (n. 1926)
- 2012: Göran Stangertz, cineasta, director de arte y actor sueco (n. 1944).
- 2014: Begoña Caamaño, periodista, feminista y escritora española en gallego (n. 1964).
- 2015: Betsy Drake, actriz y escritora estadounidense (n. 1923).
- 2016: Nelson Pinedo, fue un cantautor colombiano.  (n. 1928).
- 2016: Mikasa, aristócrata japonés (n. 1915).
- 2018: Mario Segale, empresario y promotor inmobiliario estadounidense (n. 1934).
- 2019: Abu Bakr al-Baghdadi, terrorista yihadista (n. 1971).
- 2019: Vladímir Bukovski, disidente y escritor soviético (n. 1942).
- 2023: Li Keqiang, economista y político chino (n. 1955).

## Celebraciones
- Día Mundial del Patrimonio Audiovisual.[4]

- Día Internacional del Corrector de Textos o Día Internacional de la Corrección.[5]

- Día Mundial de la Terapia Ocupacional.[6]

 Por países
(Por orden alfabético)
- Argentina:
  - Día del Trabajador Curtidor.
  - Día del Director Técnico Argentino de Boxeo.[7]
    -  Buenos Aires: 
      - Aniversario de 9 de Julio.
Fundación: 27 de octubre de 1863 (161 años).
      - Aniversario de Alberti.
Fundación: 27 de octubre de 1877 (147 años).

    -  Misiones: 
      - Aniversario de Fracrán.[8]Ubicado en el departamento de Guaraní, Fracrán es una localidad que logró su municipalización el 27 de octubre de 2022. La comuna limita con los municipios de Montecarlo, San Pedro, San Vicente y El Soberbio, posicionándose en una zona clave de la provincia de Misiones.
Fundación: 27 de octubre de 2022 (2 años).

- El Salvador:
  - Día del Fotógrafo Salvadoreño.[9]

- Eslovaquia:
  - Día de la Tragedia de Černová.

- Estados Unidos:
  -  Día de la Armada de los Estados Unidos.
(en inglés: Navy Day).
  - Día de Nevada. Estado situado en el oeste de Estados Unidos, que limita con Oregón, Idaho, Utah, Arizona y California.
(en inglés: Nevada Day).
  - Día Nacional de la Cerveza Americana.
(en inglés: National American Beer Day).
  - Día Nacional del Queso Parmesano. Llamado «Rey del Queso».
(en inglés: National Parmigiano Reggiano Day).
  - Día Nacional del Gato Negro.
(en inglés: National Black Cat Day).
  - Día Nacional del Pañuelo en la Cabeza.
(en inglés: National Bandana Day).

- Grecia:
  - Día de la Bandera.

- Guatemala:
  - Día del Artista Nacional.[10]

- Honduras:
  - Día del Médico.

- México:
  - Día de las Mascotas Fallecidas.[11]Comienzan hoy las festividades previas por el Día de Muertos, que se extenderán hasta culminar el 2 de noviembre.

- Panamá:
  - Día del Estudiante.

- San Vicente y las Granadinas:
  - Día de la Independencia.

### Santoral católico
- San Bartolomé de Bregantia.[12]
- Santa Cristeta de Talavera.
- San Frumencio de Etiopía.
- San Namancio de Arvernia.
- San Oterano de Iona.
- Santa Sabina de Talavera.
- San Trásea de Esmirna

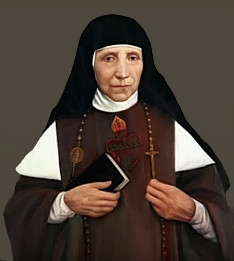
Beata María de la Encarnación Rosal, religiosa guatemalteca, reformadora de la rama femenina de la Orden de los Bethlemitas.

- San Vicente de Talavera, también llamado San Vicente de Ávila.
- San Gaudioso de Nápoles.
- Beata María de la Encarnación Rosal (imagen ilustrativa).